# Thomas Preining
Thomas Preining, född 21 juli 1998 i Linz, är en österrikisk racerförare.